# Páll Béla
Páll Béla (Kolozsvár, 1918. május 29. – Kolozsvár, 2001.) magyar nemzetiségű román válogatott labdarúgó, fedezet, edző.

## Pályafutása

### Klubcsapatban
1932-ben szülővárosában kezdte a labdarúgást. 1936 és 1940 között a Victoria Cluj csapatában, az első osztályban játszott. Az 1937–38-as idényben harmadik lett a csapattal a bajnokságban. 1940 és 1944 között a Kolozsvár AC labdarúgója volt. 1944-ben bajnoki bronzérmes és magyar kupa-döntős volt. A második világháború után a klub ismét a román bajnokság szerepelt Kolozsvári Vasutas (Ferar Cluj) néven. 1946 és 1951 között az ITA Arad csapatában szerepelt, ahol három bajnoki címet és egy román kupa győzelmet szerzett a csapattal. 1951-ben vonult vissza az aktív labdarúgástól.

### A válogatottban
1947 és 1950 között öt alkalommal szerepelt a román válogatottban.

## Sikerei, díjai
- Román bajnokság
  - bajnok: 1946–47, 1947–48, 1950
  - 3.: 1937–38
- Román kupa
  - győztes: 1948
- Magyar bajnokság
  - 3.: 1943–44
- Magyar kupa
  - döntős: 1944

## Statisztika

### Mérkőzései a román válogatottban
| #  | Dátum            | Helyszín | Ellenfél      | Eredmény | Kiírás           | Esemény |
| -- | ---------------- | -------- | ------------- | -------- | ---------------- | ------- |
| 1. | 1947. július 6.  | Szófia   | Bulgária      | 3 – 2    | Balkán-bajnokság |         |
| 2. | 1947. július 19. | Varsó    | Lengyelország | 2 – 1    | barátságos       |         |
| 3. | 1948. május 2.   | Bukarest | Albánia       | 0 – 1    | Balkán-bajnokság |         |
| 4. | 1948. június 6.  | Újpest   | Magyarország  | 0 – 9    | Balkán-bajnokság |         |
| 5. | 1950. május 14.  | Wrocław  | Lengyelország | 3 – 3    | barátságos       | 46'     |

Magyarázat: A felsorolt válogatott labdarúgó-mérkőzések eredményei mindig a labdarúgó (csapat) szempontjából értendők. A zöld háttér győztes, a halványpiros háttér vesztes, míg a sárga háttér döntetlennel zárult mérkőzést jelent. A fehér hátterű mérkőzések nem számítanak hivatalos felnőtt válogatott labdarúgó-mérkőzésnek.

Rövidítések: Eb – labdarúgó-Európa-bajnokság, vb – labdarúgó-világbajnokság, h. u. – hosszabbítás után.